# 99 Souls
99 Souls là một bộ đôi nhạc house người Anh. Họ được biết đến nhiều nhất với đĩa đơn " The Girl Is Mine " năm 2015, một bản hòa tấu của " Girl " của Destiny's Child và " The Boy Is Mine " của Brandy và Monica. Đĩa đơn đạt vị trí thứ năm trên Bảng xếp hạng đĩa đơn của Anh vào tháng 1 năm 2016.

## Sư nghiệp

### 2014 - Hiện tại: Đột phá
Vào năm 2014, họ đã phát hành đĩa đơn " The Girl Is Mine ", đây là bản phối của " Girl " của Destiny's Child và " The Boy Is Mine " của Brandy và Monica. Bài hát được phát hành lại vào ngày 6 tháng 11 năm 2015 với sự đồng ý của Beyoncé và một giọng hát được thu âm lại từ ca khúc Brandy. Bài hát đạt vị trí thứ năm trên bảng xếp hạng đĩa đơn của Anh.
Vào tháng 5 năm 2018, bộ đôi này đã biểu diễn tại Glasshouse của Hội sinh viên trong trường Đại học Nghệ thuật Sáng tạo, chi nhánh Farnham. 

## Danh sách đĩa hát

### Đĩa đơn
| Tiêu đề                                            | Năm  | Vị trí cao nhất trên bảng xếp hạng | Vị trí cao nhất trên bảng xếp hạng | Chứng nhận                                    | Album |
| Tiêu đề                                            | Năm  | Anh                                | AUS                                | Chứng nhận                                    | Album |
| -------------------------------------------------- | ---- | ---------------------------------- | ---------------------------------- | --------------------------------------------- | ----- |
| " The Girl Is Mine" (có Destiny's Child và Brandy) | 2015 | 5                                  | 33                                 | - BPI: Bạch kim - IRMA: Bạch kim - ARIA: Vàng | TBA   |

## Phân thưởng và đề cử
| Năm  | Giải thưởng                   | thể loại               | Hạng mục | Kết quả |
| ---- | ----------------------------- | ---------------------- | --- | ------- |
| 2016 | Giải thưởng âm nhạc video MTV | Video điện tử hay nhất | " The Girl Is Mine " (hợp tác với Destiny's Child và Brandy) \|style="background: #FDD; color: black; vertical-align: middle; text-align: center; " class="no table-no2"\|Đề cử |         |

## Liên kết
- 99 Souls on Facebook
- 99 Souls on Twitter